# Béla Fleck
Pour les articles homonymes, voir Fleck.
Béla Anton Leoš Fleck est un banjoïste américain né le 10 juillet 1958 à New York).
Il joue depuis 1988 avec le groupe de jazz fusion Béla Fleck and the Flecktones, a joué avec le groupe de bluegrass New Grass Revival (en) et mène une carrière solo.
Béla Fleck est un gaucher qui joue de son instrument comme un droitier.
Il est marié à la chanteuse et banjoïste Abigail Washburn.

## Biographie
Béla Fleck est né à New York City. Ses parents l'ont prénommé Béla, Anton et Leoš en hommage aux compositeurs Béla Bartok, Anton Webern et Leoš Janáček. Après une révélation pour le banjo, il reçoit son premier instrument à l'âge de 15 ans de son grand-père.
Par la suite, Béla Fleck intègre la New York City's High School Of Music and Art où il étudie le cor d'harmonie.
Après ses études à New York, il voyage à Boston pour jouer avec Jack Tottle, Pat Enright et Mark Schatz. Durant cette période, il enregistre son premier album solo (1979).
Sur l'album Across The Imaginary Divide (2012), il est accompagné du Marcus Roberts Trio avec Roberts au piano, Jason Marsalis à la batterie et de Rodney Jordan à la basse.

## Discographie

### Solo
- 2017 : Juno Concerto, enregistré avec le Colorado Symphony, contient aussi deux morceaux pour banjo et quatuor enregistrés avec Brooklyn Rider.

### Collaborations
- 1985 : Old Ways de Neil Young
- 1994 : live in Montreux en duo avec Rory Gallagher
- 2007 : The Enchantment en duo avec Chick Corea au piano.
- 2013 : Chameleons of the White Shadow de Joseph Tawadros
- 2008 : Guitars de McCoy Tyner avec Ron Carter, Jack DeJohnette & McCoy Tyner
- 2023 : As We Speak d'Edgar Meyer, Zakir Hussain et Béla Fleck (avec Rakesh Chaurasia et Joseph Tawadros